# ان‌وای‌اس‌ای یورونکست

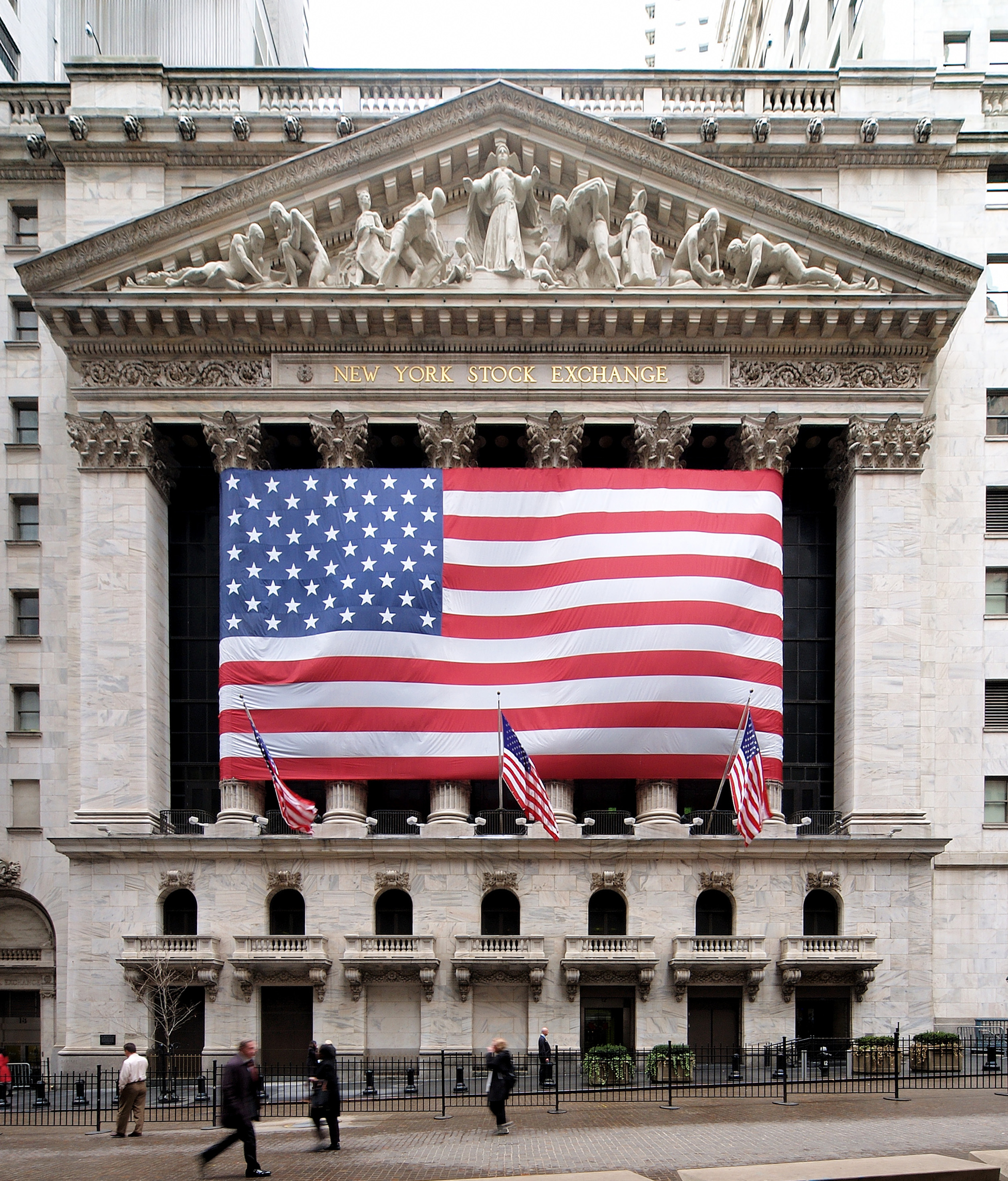
ساختمان مرکزی ان‌وای‌اس‌ای یورونکست در وال استریت، منهتن جنوبی

ان‌وای‌اس‌ای یورونکست (به انگلیسی: NYSE Euronext) شرکت چندملیتی خدمات مالی است، که به‌عنوان اپراتور اصلی چندین بازار بورس اوراق بهادار در کشورهای مختلف فعالیت می‌کند و شامل بورس نیویورک، بورس یورونکست و زیرمجموعه‌های آنها می‌باشد.
شاخه‌ای از این شرکت در تاریخ ۷ مارس ۲۰۰۶ با ادغام بورس نیویورک و شرکت آرکیپلاگو هلدینگ، تحت نام گروه ان‌وای‌اس‌ای تأسیس شد. شاخه دیگر آن نیز بورس یورونکست می‌باشد، که از ادغام ۴ بازار بورس اوراق بهادار شامل؛ بورس آمستردام، بورس پاریس، بورس لیسبون و بورس بروکسل تشکیل شد.
در نهایت در تاریخ ۴ آوریل ۲۰۰۷ با ادغام گروه ان‌وای‌اس‌ای و یورونکست، نخستین بازار بورس بین‌المللی شکل گرفت. در حال حاضر دفتر مرکزی این گروه در وال استریت، منهتن جنوبی، شهر نیویورک، در ایالات متحده آمریکا مستقر می‌باشد.